# Кізелка
Кізе́лка (рос. Кизелка) — річка в Росії, ліва притока Чепци. Протікає територією Великососновського району Пермського краю та Дебьоського району Удмуртії.
Річка починається на схід від присілку Малі Кізелі Великососновського району, протікає спочатку на південний захід, потім на захід та північний захід. Впадає до Чепци неподалік вища присілка Велика Чепца. Верхня течія заболочена. Середня та нижня течії протікають через лісові масиви тайги. Приймає декілька дрібних приток, найбільша з яких ліві Андрієвка та Фомінка.
В гирлі через річку збудовано автомобільний міст.